# Karol VI Szalony
Karol VI Szalony lub Umiłowany, fr. Charles VI le Bien-Aimé/le Fol (ur. 3 grudnia 1368 w Paryżu, zm. 21 października 1422 tamże) – król Francji w latach 1380–1422 z dynastii Walezjuszów. Był synem króla Karola V Mądrego i Joanny de Burbon.

## Życiorys
W 1392 roku podczas podróży do Orleanu zapadł niespodziewanie na chorobę psychiczną, która nie opuściła go aż do śmierci. Twierdził, że jest zrobiony ze szkła i nie wolno go dotykać. O regencję nad szalonym władcą walczyły dwa stronnictwa, skupione wokół braci królewskich: rodzonego – Ludwika, księcia Orleańskiego, i stryjecznego – Jana bez Trwogi, księcia Burgundii.
W 1394 roku nagle wygnał Żydów z Francji.
Pierwsze lata panowania tego władcy przypadły na okres względnego spokoju ze strony Anglii i zamrożenia walk podczas tzw. wojny stuletniej. Natomiast choroba psychiczna Karola VI pogłębiała anarchię w kraju. Doszło do znacznego usamodzielnienia się francuskich książąt feudalnych. W 1407 roku z inicjatywy księcia burgundzkiego Jana bez Trwogi zamordowano Ludwika Orleańskiego. W 1415 roku wznowiono działania wojenne z Anglią. Anglicy pod wodzą swego monarchy Henryka V pobili Francuzów w bitwie pod Azincourt w październiku 1415 roku.
W 1419 roku zginął Jan bez Trwogi. Rok później Karol VI zawarł traktat w Troyes, który pomijał następstwo jego syna – delfina Karola – na rzecz króla angielskiego Henryka V Lancastera. W 1422 roku zmarli zarówno Karol VI, jak i Henryk V. 
Królem Francji ogłoszono Henryka VI Lancastera, jednakże francuscy lojaliści uważali za swojego władcę Karola – syna szalonego władcy. Po przerwaniu oblężenia Orleanu 17 lipca 1429 roku w zdobytym Reims Karol VII został koronowany na króla Francji. Spóźniona, mająca zapobiec katastrofie koronacja Henryka na króla Francji odbyła się z całkowitym pominięciem ustalonego ceremoniału 16 grudnia 1431 roku w katedrze Notre Dame w Paryżu.

## Małżeństwo i rodzina
W 1390 poślubił księżną Izabelę Bawarską. Miał z nią liczne potomstwo:
1. Karol, delfin Viennois (1386–1386),
2. Joanna (1388–1390),
3. Izabela (1389–1409), poślubiła Ryszarda II – króla Anglii, a później Karola – księcia Orleanu,
4. Joanna (1391–1433), poślubiła Jana VI Mądrego – księcia Bretanii,
5. Karol, delfin Viennois, książę Gujenny (1392–1401),
6. Maria (1393–1438),
7. Michalina (1395–1422), poślubiła Filipa III Dobrego – księcia Burgundii,
8. Ludwik, delfin Viennois, książę Gujenny (1397–1415), poślubił Małgorzatę Burgundzką,
9. Jan, delfin Viennois, książę Touraine (1398–1417), poślubił Jakobinę – hrabinę Hainaut i Holandii,
10. Katarzyna, królowa Anglii (1401–1438), poślubiła Henryka V – króla Anglii, a później Owena Tudora,
11. Karol VII, król Francji (1403–1461), poślubił Marię Andegaweńską,
12. Filip (1407).